# Héctor Enrique
Héctor Adolfo Enrique (* 26. April 1962 in Lanús, Argentinien) ist ein ehemaliger argentinischer Fußballspieler.
Der Mittelfeldspieler Héctor Enrique begann seine Profikarriere 1982 beim argentinischen Zweitligisten CA Lanús und wechselte bereits ein Jahr später zu River Plate Buenos Aires. 1986 erlebte er sein erfolgreichstes Jahr, als er argentinischer Meister wurde, die Copa Libertadores gewann und schließlich mit der argentinischen Fußballnationalmannschaft bei der Fußball-Weltmeisterschaft 1986 in Mexiko Fußball-Weltmeister wurde. 1990 verhinderte eine schwere Knieverletzung seine Teilnahme an der Fußball-Weltmeisterschaft 1990 in Italien. Er verließ danach River Plate und spielte nur noch wenige Spiele bei den unterklassigen argentinischen Clubs Deportivo Español und CA Lanús. 1995 versuchte er ein Comeback in Japan bei Tosu Futures und FPI Hamamatsu.
Die argentinischen Fans nannten Enrique El Negro. Bei der WM 1986 war er bei Diego Maradonas WM-Tor des Jahrhunderts im Spiel gegen England der Spieler, der den Ball zu Maradona abspielte, bevor dieser zu seinem Solo über das gesamte Spielfeld ansetzte. Nach dem Spiel scherzte er, dass sein Pass so gut gewesen sei, dass es für Maradona schwer gewesen sei, das Tor nicht zu schießen.
Bei der Fußball-Weltmeisterschaft 2010 in Südafrika arbeitete Héctor Enrique als Assistenztrainer von Diego Maradona mit der argentinischen Nationalmannschaft.